# Henriettella goudotiana
Henriettella goudotiana là một loài thực vật thuộc họ Melastomataceae. Đây là loài đặc hữu của Colombia.